# Donglu, Hainan
Donglu är en köpinghuvudort i Kina. Den ligger i provinsen Hainan, i den södra delen av landet, omkring 49 kilometer sydost om provinshuvudstaden Haikou. Antalet invånare är 20 874. Befolkningen består av 10 135 kvinnor och 10 739 män. Barn under 15 år utgör 19,0 %, vuxna 15-64 år 68 %, och äldre över 65 år 12,0 %.
Runt Donglu är det ganska tätbefolkat, med 222 invånare per kvadratkilometer. Närmaste större samhälle är Tanniu, 6,3 km sydost om Donglu. I omgivningarna runt Donglu växer huvudsakligen savannskog.
Genomsnittlig årsnederbörd är 2 115 millimeter. Den regnigaste månaden är september, med i genomsnitt 339 mm nederbörd, och den torraste är januari, med 25 mm nederbörd.